# Theodor Schmierer
Theodor Schmierer (* 16. Juni 1879 in Riet bei Vaihingen an der Enz; † 10. Juli 1953 in Berlin-Waidmannslust) war ein deutscher Geologe und Paläontologe.
Schmierer ging in Leonberg, Cannstatt und Tübingen auf das Gymnasium und studierte ab 1898 Naturwissenschaften mit Schwerpunkt Geologie, Botanik und Zoologie in Tübingen, wo er 1901 summa cum laude promoviert wurde. (Das Altersverhältnis der Stufen „Epsilon“ und „Zeta“ der weißen Jura.) Ab 1903 war er bei der Preußischen Geologischen Landesanstalt (PGLA), wo er in Brandenburg und auf der Schwäbischen Alb (u. a. Haigerloch) kartierte (angelernt von Konrad Keilhack) und 1908/09 in Argentinien und Bolivien als beratender Geologe für eine Ölbohrgesellschaft arbeitete. 1913 wurde er Bezirksgeologe. Im Ersten Weltkrieg war er Wehrgeologe. 1919 wurde er Bezirksgeologe mit Professorentitel und kartierte um Koblenz. 1927 wurde er Landesgeologe und 1929 leitete er die Abteilung Veröffentlichungen der PGLA. Er befasste sich in dieser Funktion hauptsächlich mit der Modernisierung der kartographischen Verfahren und übernahm nur noch Neubearbeitungen geologischer Karten im Gebiet Berlin. Nachdem er 1933 aus dem Staatsdienst entlassen worden war – teilweise als Folge von Intrigen – befasste er sich mit Mollusken, wobei er 1935 und 1938 in Dänemark und Schweden war. Nach dem Krieg war er ab 1945 Leiter der Sammlungen der Deutschen Geologischen Landesanstalt in Ost-Berlin und schulte den Nachwuchs bei Kartierungen in der Goldenen Aue und im Südharz. 1948 erlitt er einen ersten Schlaganfall, an dessen Folgen er 1953 starb.
Er kartierte unter anderem im Raum Magdeburg-Braunschweig und in Helmstedt. Bei der Kartierung im Fläming beschrieb er 1910 glazial bedingte Faltungen (wie schon Felix Wahnschaffe 1906 in Freienwalde und Fürstenwalde). Er erstellte auch Gutachten für Bodenschätze (Erdöl, Ton, Kies, Braunkohle).
Er befasste sich vor allem mit Mollusken des Tertiärs und Quartärs (Interglazial). Seine Molluskensammlung ging ans Naturkundemuseum Berlin und Reichsmuseum Stockholm. 1951 erhielt er das Goldene Doktor-Diplom der Eberhard-Karls-Universität in Tübingen.

## Schriften
- Zur Tektonik des oberen Allertales und der benachbarten Höhenzüge, Z. Ddt. geol. Ges., 61, 1909, S. 499–515
- Die gebirgsbildenden Vorgänge zwischen Flechtinger Höhenzug und Helmstedter Braunkohlenmulde, Jber. nieders. geol. Ver., 3, 1910, S. 217–255; Hannover.
- Über ein glazial gefaltetes Gebiet auf dem westlichen Fläming, seine Tektonik und seine Stratigraphie unter besonderer Berücksichtigung des marinen Oligocäns, Jb. KPGLA, 31, I, für 1910, Berlin 1913, S. 106–135
- Über fossilführende Interglazialablagerungen bei Oschersleben und Ummendorf (Prov. Sachsen) und über die Gliederung des Magdeburg-Braunschweigischen Diluviums im allgemeinen, Jb. KPGLA, 33, II, für 1912, Berlin 1914, S. 400–417